# 王惠通
王惠通（1937年11月—），男，汉族，湖北黄冈人，生于安徽铜陵，中华人民共和国计算机专家、政治人物。第八、九、十届全国政协委员。